# 駒木根利政
駒木根 利政（こまきね としまさ）は、戦国時代から江戸時代前期にかけての武将。鳥居氏、徳川氏の家臣。

## 出自
利政の出自には諸説あり『寛政重修諸家譜』の記述を根拠とする説では、駒木根氏は代々近江国に拠っており、利政の代になって上杉景勝に仕えたというもの。『武家事紀』を根拠とする説では、利政は陸奥国の岩城氏支族出身で、射撃に長けていたため豊臣秀吉に召し出された、というものがある。

## 略歴
天文23年（1554年）に生まれた。
奥州情勢に詳しく、岩城の地侍をよく統率していたため、その地の代官となって上遠野で7,000石を領した。
慶長5年（1600年）の関ヶ原の戦いでは徳川家康に属した。慶長7年（1602年）には惣領家とされる岩城氏当主・岩城貞隆の改易を受けて旧領を処理したのち鳥居忠政に引き渡した。その後は忠政に仕えたが、家康に招かれて代官となった。
慶長19年（1615年）、大坂の陣では鉄砲隊50名を率いて戦った。しかし、のちに鳥居忠政に逆らった為、改易された。
寛永12年（1635年）7月22日、死去。享年82。